# كوجي كوندو
كوجي كوندو (باليابانية: 近藤 浩治)، ولد 13 أغسطس 1961 م، هو ملحن ياباني، يعمل مع شركة نينتندو منذ سنة 1984 م.
يشهتر بتلحينه لألعاب سوبر ماريو وزيلدا.

## المصدر
The Legend of Zelda: Skyward Sword - اخبار تكنولوجي

## روابط خارجية
- كوجي كوندو على موقع IMDb (الإنجليزية)
- كوجي كوندو على موقع ميوزك برينز (الإنجليزية)
- كوجي كوندو على موقع إن إن دي بي (الإنجليزية)
- كوجي كوندو على موقع أول ميوزيك (الإنجليزية)
- كوجي كوندو على موقع ديسكوغز (الإنجليزية)
- كوجي كوندو على موقع قاعدة بيانات الفيلم (الإنجليزية)